# Sistema linfático
El sistema linfático es la estructura anatómica que transporta la linfa. Guarda algunas similitudes con el aparato circulatorio, pero el líquido que se transporta no es sangre, sino linfa. No es un sistema cerrado, se inicia en los tejidos corporales, continúa por los vasos linfáticos que aumentan de tamaño progresivamente hasta converger en el conducto torácico o en el conducto linfático derecho, ambos desembocan en el sistema venoso en el punto de unión entre la vena subclavia y la vena yugular interna, cada uno en un lado. El sistema linfático constituye la segunda red de transporte de líquidos corporales, algunos autores lo consideran como una parte del aparato circulatorio. La linfa es un líquido de aspecto transparente y color blanquecino que recorre los vasos linfáticos y generalmente carece de pigmentos, se produce a partir del exceso de líquido que sale de los capilares sanguíneos al espacio intersticial y es recogido y transportado por los capilares linfáticos que drenan a vasos linfáticos más gruesos.
El sistema linfático fue descubierto en el siglo XVII por Thomas Bartholin y Olaus Rudbeck de manera independiente, aunque Bartholin fue el primero en publicarlo.

## Función
Las principales funciones del sistema linfático son:
- Drenaje del líquido intersticial: el sistema linfático capta el exceso de líquido intersticial que se encuentra entre las células y lo devuelve a la sangre.
- Transporte de grasas: la mayor parte de las grasas que se absorben en el intestino procedentes de los alimentos son transportadas por el sistema linfático hacia la sangre. Las células que forman la pared intestinal (enterocitos) absorben las grasas procedentes de los alimentos y sintetizan unas partículas complejas llamadas quilomicrones, constituidas fundamentalmente por triglicéridos. Los quilomicrones son liberados al espacio intercelular, donde entran en los vasos linfáticos que los transportan hasta el sistema venoso a través del conducto torácico.[9]
- Respuesta inmunitaria: los linfocitos T, los linfocitos B y los macrófagos presentes en los ganglios linfáticos y otros órganos linfoides reconocen y eliminan sustancias extrañas y microorganismos patógenos potenciales.

## Formación de la linfa

La pared de los vasos linfáticos contiene músculo liso que al contraerse propulsa la linfa.

La linfa procede del líquido intersticial o intercelular, es decir del líquido que se encuentra en los tejidos en los pequeños espacios situados entre las células. En el ser humano, se calcula que se producen entre 2 y 3 litros al día, la mayor parte se vierte al sistema venoso a través del conducto torácico. La concentración de proteínas del líquido intersticial en la mayor parte de los tejidos es de alrededor de 2 g/dL, muy similar a la de la linfa. Sin embargo la linfa que parte de la pared del intestino y el hígado tiene una concentración de proteínas más alta que puede alcanzar los 6 g/dL.
El sistema linfático absorbe también gran cantidad de grasa procedente de la digestión de los alimentos, de tal forma que tras una comida copiosa la linfa puede contener hasta un 2 % de grasa. Debido a que las bacterias y microorganismos pueden aprovechar los conductos linfáticos para invadir el organismo, se interponen en su recorrido los ganglios linfáticos que contienen gran cantidad de células defensivas denominadas linfocitos, las cuales destruyen los microorganismos invasores. La circulación linfática es posible porque el sistema de conductos está dotado de pequeñas válvulas que impiden el retroceso del fluido, por otra parte los vasos más grandes cuenta con una capa de músculo liso que al contraerse propulsa el contenido en la dirección correcta hacia la desembocadura en el sistema venoso.

## Circulación de la linfa

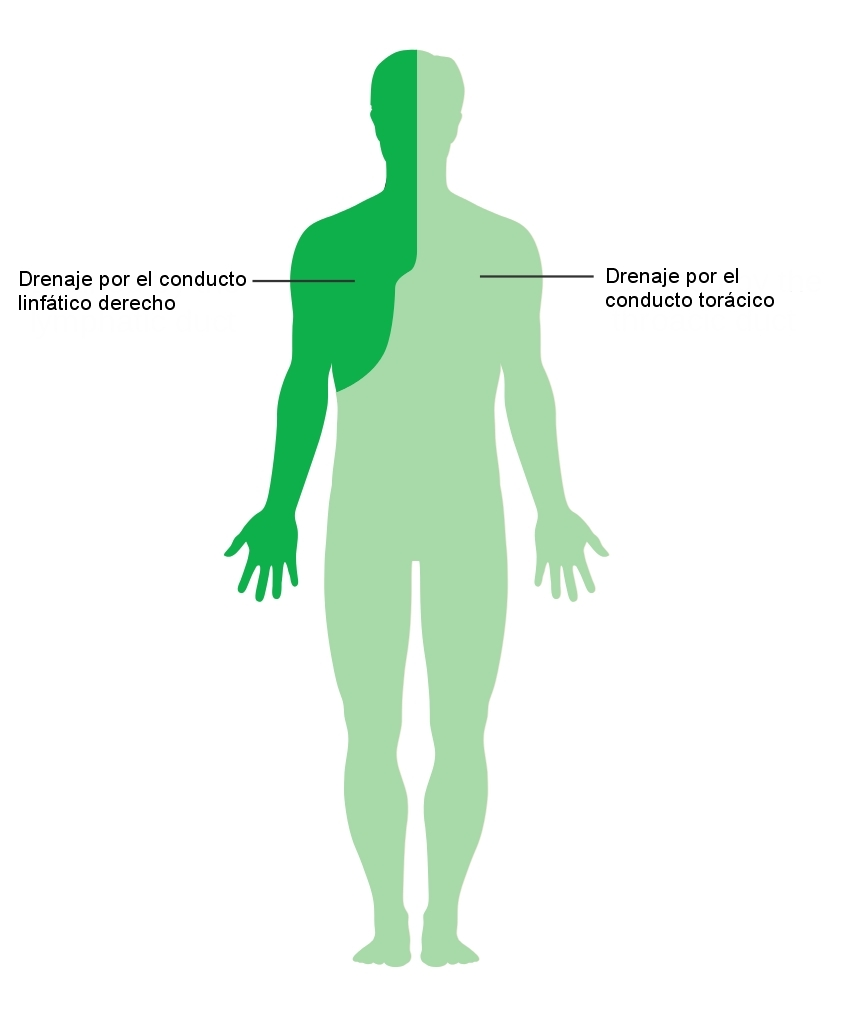
Esquema en el que se muestran las áreas drenadas por el conducto linfático derecho y el conducto torácico.

Comienza en pequeños capilares linfáticos cuya pared está formada por células adheridas entre sí mediante uniones tipo botón que permiten al líquido intersticial atravesarlo para entrar en la luz del vaso.  Los capilares linfáticos se unen formando una red de conductos que desembocan en vasos de mayor diámetro, finalmente toda la linfa que produce el organismo termina en solo dos conductos, el conducto linfático derecho que drena la mitad superior derecha del cuerpo y el conducto torácico, de mayor tamaño, para el resto del cuerpo. Los dos desaguan en el sistema venoso, en el punto de unión de la vena subclavia y la vena yugular interna de cada lado. Los pequeños vasos linfáticos en su camino hacia el sistema venoso atraviesan los ganglios linfáticos en los cuales existen gran número de linfocitos y otras células del sistema inmune. 
Cuando los vasos linfáticos no pueden cumplir su cometido por obstrucción, se produce el fenómeno conocido como linfedema que consiste en una hinchazón que suele ser especialmente intensa en los miembros inferiores. En el linfedema grave las extremidades acumulan tanto líquido que pueden doblar su diámetro, dificultando enormemente los movimientos corporales.

## Tejidos y órganos linfoides
Se denomina tejido linfoide o linfático a un tipo de tejido conjuntivo en el que las células predominantes son los linfocitos. Los linfocitos son los responsables de la respuesta inmune específica, se producen en los órganos linfoides primarios desde donde migran a los órganos linfoides secundarios. Existen dos tipos principales de linfocitos: linfocitos T y linfocitos B. El organismo produce cada día alrededor de 1000 millones de linfocitos nuevos.
Los órganos linfoides primarios son la médula ósea y el timo; en ellos las células linfoides se generan y diferencian en linfocitos B maduros y linfocitos T maduros. Los órganos linfoides secundarios son los ganglios linfáticos, el bazo y el tejido linfoide asociado a las mucosas; en estos tejidos los linfocitos B y T toman contacto con los patógenos y sus antígenos, activándose y multiplicándose.
Los distintos órganos linfoides están interconectados por vasos sanguíneos y vasos linfáticos, de modo que se constituye un sistema unitario, entrelazado y bien comunicado. Estos vasos transportan células del sistema inmunitario de las cuales el tipo central es el linfocito.
| Órganos linfoides primarios   | Médula ósea                            |
| Órganos linfoides primarios   | Timo                                   |
| Órganos linfoides secundarios | Ganglios linfáticos                    |
| Órganos linfoides secundarios | Bazo                                   |
| Órganos linfoides secundarios | Tejido linfoide asociado a las mucosas |

- Médula ósea. La médula ósea cumple la función de hematopoyesis, esto es, producir todas las células que componen la sangre. Entre éstas se encuentran los linfocitos, que son un tipo de leucocito. De estos linfocitos, los linfocitos B (B de bone marrow, 'médula ósea' en inglés), maduran aquí.[13]
- Timo. El timo cumple la función de madurar a los linfocitos T (T de timo).
- Bazo. El bazo tiene la función de filtrar la sangre y limpiarla de formas celulares alteradas.
- Ganglios linfáticos. Son pequeñas acumulaciones de tejido linfoide envueltas por una cápsula que se interponen en el recorrido de los vasos linfáticos. En el organismo humano existen entre 500 y 1000. Cada uno de ellos cuenta con vasos linfáticos aferentes por los que penetra la linfa y eferentes por los que sale. Con frecuencia se agrupan formando cadenas ganglionares.
- Tejido linfoide asociado a las mucosas. Incluye agregados de tejido linfoide que se encuentran situados cerca de la mucosa del aparato respiratorio y aparato digestivo. Se denomina también MALT por sus iniciales en inglés. Incluye la amígdala palatina, amígdala faríngea y las placas de Peyer en el intestino.

## Enfermedades del sistema linfático
Las manifestaciones más comunes de las enfermedades del sistema linfático son:
- Adenopatía. Es la hinchazón e inflamación de un ganglio linfático que aumenta su tamaño normal.
- Linfedema. Es un tipo de edema provocado por la obstrucción o mal funcionamiento de los vasos linfáticos.
- Linfangitis. Proceso inflamatorio de los conductos linfáticos, generalmente de origen infeccioso.[15]
- Linfoma. Es un tipo de cáncer que se origina en el tejido linfático.